# Messier 67
Messier 67 (também conhecido como M67 ou NGC 2682) é um aglomerado estelar aberto localizado na constelação de Cancer a 2 700 anos-luz da Terra. Foi descoberto por Johann Gottfried Koehler em 1779. Em 1780 Charles Messier o redescobriu independentemente e adicionou ao seu catálogo.
Messier 67 é um dos aglomerados abertos mais velhos conhecidos, e o mais velho do Catálogo Messier, com idade estimada em cerca de quatro bilhões de anos. Possui cerca de 200 anãs brancas e 100 estrelas como o Sol, além de várias gigantes vermelhas. O número total de estrelas é de pelo menos 500.

## Descoberta e visualização
De acordo com Johann Elert Bode, o aglomerado aberto foi descoberto por Johann Gottfried Köhler antes de 1779, embora os instrumentos de Köhler não fossem capazes de resolver suas estrelas individualmente. O astrônomo francês Charles Messier redescobriu o aglomerado independentemente e o catalogou em 6 de abril de 1780.

## Características
É um dos aglomerados abertos mais velhos que se conhecem e o aglomerado aberto mais velho do catálogo Messier. Segundo Georges Meynet, sua idade foi estimada em 4 bilhões de anos, inferior à idade do Sistema Solar, mas geralmente aglomerados abertos sobrevivem or tanto tempo. Conhece-se apenas dois aglomerados abertos mais velhos que M67, NGC 188, com uma idade estimada em 5 bilhões de anos, e NGC 6791, com cerca de 7 bilhões de anos de idade.
Devido a sua idade avançada, o diagrama de Hertzsprung-Russell do aglomerado mostra um grande ramo bem desenvolvido de gigantes vermelhas. Contém pelo menos 11 estrelas da classe espectral K, com magnitude absoluta entre +0,5 a +1,5, além de outras estrelas menores ainda pertencentes à sequência principal. Contém ainda algumas estrelas azuis, incomuns para um aglomerado velho, pertencentes à classe espectral B8 ou B9, de magnitude aparente 10, correspondendo a uma luminosidade 50 vezes maior do que a luminosidade solar, considerando sua distância de 2 700 anos-luz em relação à Terra.
O número total de estrelas pertencentes ao aglomerado passa de 500. De acordo com Robert Julius Trumpler, o aglomerado aberto pertence ao tipo II,2,r, onde a classe I refere-se aos aglomerados mais densos e a classe IV aos menos densos; a classe 1 aos aglomerados com pouca diferença de brilho entre seus componentes e a classe 3 aos que tem grande diferença de brilho; e a classe p aos aglomerados pobres em estrelas, m para aglomerados com a quantidade de estrelas dentro da média e r para os ricos em estrelas. Contudo, pertence à classe II,2,m segundo o Sky Catalogue 2000.0 ou II,3,r segundo Woldemar Götz. Cecilia Payne-Gaposchkin contou cerca de 200 anãs brancas no aglomerado.
Tendo uma idade semelhante à do Sistema Solar, M67 tornou-se um dos alvos preferidos para o estudo de estrelas semelhantes ao Sol. Mark Giampapa contou cerca de 100 estrelas semelhantes ao Sol, sendo algumas significativamente mais ativas e outras menos ativas do que o Sol. Cerca de 10 a 15% dessas estrelas exibem uma atividade magnética muito fraca comparada ao Sol, embora do outro lado cerca de 30% exibam atividades magnéticas superiores à atividade magnética Solar.